# 沃洛萨托夫农村居民点
沃洛萨托夫农村居民点（俄语：Волосатовское сельское поселение）是俄罗斯联邦弗拉基米尔州谢利瓦诺沃区所属的一个农村居民点。其下辖有12个居民点，行政中心为新生活镇。据2016年统计，该农村居民点的人口为1486人。